# 得墨忒耳定律
得墨忒耳定律（Law of Demeter，缩写LoD）亦被称作“最少知识原则（Principle of Least Knowledge）”，是一种软件开发的设计指导原則，特别是面向对象的程序设计。得墨忒耳定律是松耦合的一种具体案例。该原则是美国东北大学在1987年末发明的，可以简单地以下面任一种方式总结:
1. 每个单元对于其他的单元只能拥有有限的知识：只是与当前单元紧密联系的单元；
2. 每个单元只能和它的朋友交谈：不能和陌生单元交谈；
3. 只和自己直接的朋友交谈。

这个原理的名称来源于希腊神话中的农业女神，孤独的得墨忒耳。
很多面向对象程序设计语言用"."表示对象的域的解析算符，因此得墨忒耳定律可以简单地陈述为“只使用一个.算符”。因此，a.b.Method()违反了此定律，而a.Method()不违反此定律。一个简单例子是，人可以命令一条狗行走（walk），但是不应该直接指挥狗的腿行走，应该由狗去指挥控制它的腿如何行走。

## 优点
得墨忒耳定律使得软件更好的可维护性与适应性。因为对象较少依赖其它对象的内部结构，可以改变对象容器（container）而不用改变它的调用者（caller）。